# Mateus Carvalho
Mateus Carvalho dos Santos (ur. 18 marca 2002 w Tucuruí) – brazylijski piłkarz występujący na pozycji defensywnego lub środkowego pomocnika, od 2023 roku zawodnik Vasco da Gama.